# ISO 3166-2:TG
ISO 3166-2:TG는 지리 식별 부호(geocode)를 정의하는 ISO 표준인 ISO 3166-2의 일부이며 토고에 적용된다. 5개의 행정 구역이 하부 부호를 할당받았다. 하부 코드는 1자리의 영어 대문자로 쓴다. TG는 ISO 3166-1에서 할당된 국가 코드를 사용한다.

## 식별 부호
| 코드 | 행정 구역 |
| ---- | --------- |
| TG-M | 마리팀 주 |
| TG-S | 사반 주   |
| TG-C | 중앙 주   |
| TG-K | 카라 주   |
| TG-P | 플라토 주 |